# Panurgus cyrenaikensis
Panurgus cyrenaikensis är en biart som beskrevs av Warncke 1972. Panurgus cyrenaikensis ingår i släktet fibblebin, och familjen grävbin. Inga underarter finns listade i Catalogue of Life.